# Camille Fabry
Camille Fabry (26 février 1887 à Seraing - 8 mars 1960 à Bressoux) est un résistant et un écrivain belge d'expression wallonne.

## Biographie
Iwan Gilkin et Edmond Picard reconnaissent rapidement son talent et il collabore à La Belgique artistique et littéraire. Les premiers recueils de poésie qu'il publie reçoivent de multiples prix. Quand arrive la Première Guerre mondiale, il célèbre l’héroïsme des soldats, raconte le séjour de Karl Liebknecht en Belgique venu enquêter sur les atrocités allemandes. Il fut brancardier volontaire en 1914-1918, blessé  en 1915. Chef de bureau à la ville de Seraing, il y prend en charge les Beaux-Arts et la bibliothèque locale et se fait, par sa politique d'achats ainsi que de nombreuses conférences, le défenseur des auteurs wallons : Hubert Krains, Jean Tousseul, Pierre Hubermont, Jules Destrée, Georges Simenon, Edmond Glesener.
Il collabore à l’Almanach wallon (1923, 1924), à Noss’Pèron, représente Liège à l’Assemblée wallonne.
Auteur d’un ouvrage sur Seraing, il publie en (1933)  Entretiens nouveaux dialogues, entretiens, courtes réflexions sur la morale laïque, À l’aube d’un monde nouveau (1932),  il reçoit le Prix Balzac de la Société des gens de lettres de France.
Il est  lauréat de l’Académie française, dramaturge, historien, philosophe. Il devint également l'ami de Georges Thone et Georges Truffaut, lutte pour l'influence de la France en Belgique. Il parraine le Congrès culturel wallon (Charleroi, 1938). Il participe au Congrès national wallon de 1945 à Liège. Il collabore également à L'Action wallonne avec Fernand Dehousse et Marcel Thiry.
Durant la Deuxième Guerre mondiale, il  adhère à la  résistance. Dès  avant l'invasion  de la Belgique, il s'exprime  à Radio Paris, au nom des anciens combattants. Ce fait l'incorpore sur une liste noire des Allemands lors de l’invasion du 10 mai 1940, et il  gagne Paris  où il lance un appel à la résistance sur Radio Paris que La Meuse publie le surlendemain. Le journal de Rex de Léon Degrelle le menace de mort, mais il regagne malgré tout la Belgique et se cache dans les environs de Chaudfontaine: il se lance dans la presse et l'aide clandestine ou le secours aux réfractaires, de même qu'aux évadés français passant par Liège en vue de regagner la France. C’est l’Organisation nationale des anciens combattants (ONAC) qui couvre cette activité clandestine. Il est cependant découvert et dénoncé par un traître infiltré, échappera de justesse à la Gestapo, devient le chef adjoint du SRA Antoine,  travaille pour la Sûreté de l’État belge. Arrêté le 21 juillet 1942 son fils est déporté à Dachau, sa femme arrêtée le 21 février 1944 et meurt à  Ravensbruck. Son gendre est en captivité de 1940 à 1945 comme 65 000 soldats wallons.
Il participa également au Rassemblement démocratique et socialiste wallon, dont le programme peut être décrit comme celui d'une social-démocratie radicale (nationalisation des trusts, des banques et des assurances, Wallonie républicaine et indépendante pour certains).